# L'insulto delle parole
L'insulto delle parole è il quarto album della musicista italiana Susanna Parigi, pubblicato, in formato CD, nel 2009 dalla casa discografica PromoMusic.

## Il disco
Strutturato come un concept album, il disco è realizzato con la partecipazione del quartetto d'archi Arkè String Quartet (esclusa la cover de "La canzone dei vecchi amanti" di Jacques Brel, arrangiata da Vince Tempera).
L'album, include una traccia video che raccoglie le testimonianze di Pino Arlacchi, Corrado Augias, Lella Costa, Cesare Fiumi, Kaballà, Leonardo Manera, Andrea Pinketts e Bruno Renzi, ai quali si è aggiunto successivamente Marco Travaglio, sul tema che dà il titolo all'album: l'uso smodato e spesso volgare del linguaggio e la manipolazione del vocabolario, cambiando il nome a cose e fatti, o alterandone l'essenza mantenendo il nome, generando così il costante insulto della realtà.
Il booklet del cd contiene uno scritto di presentazione del poeta Pasquale Panella.
A partire da questo album la stampa, definirà la Parigi come "la chanteuse del pop letterario".

## Tracce
1. L'insulto delle parole – 3:26 (testo: Susanna Parigi, Kaballà – musica: Susanna Parigi)
2. Non chiedermi parole d'amore – 3:39 (testo: Susanna Parigi, Kaballà – musica: Susanna Parigi)
3. Fa niente (Una vita perfetta) – 4:15 (testo: Susanna Parigi – musica: Susanna parigi)
4. L'attenzione – 4:10 (testo: Susanna Parigi, Kaballà – musica: Susanna Parigi)
5. La fiorista – 4:33 (testo: Susanna Parigi, Kaballà – musica: Susanna Parigi)
6. Il raro movimento – 3:17 (testo: Susanna Parigi, Kaballà – musica: Susanna Parigi)
7. C'è bisogno di tempo – 3:54 (testo: Susanna Parigi – musica: Susanna Parigi)
8. La canzone dei vecchi Amanti (cover de "La chanson des vieux amants") – 4:55 (testo: Jacques Brel, testo italiano: Sergio Bardotti, Duilio Del Prete – musica: Gérard Jouannest)
9. Una basta – 3:48 (testo: Susanna Parigi – musica: Susanna Parigi)
10. L'applauso – 5:51 (testo: Susanna Parigi, Kaballà – musica: Susanna Parigi)
11. L'insulto delle parole (clip video)   (pensieri di Pino Arlacchi, Corrado Augias, Lella Costa, Cesare Fiumi, Kaballà, Leonardo Manera, Andrea Pinketts e Bruno Renzi) – 8:55

Durata totale: 50:43

## Formazione
- Susanna Parigi: voce, pianoforte, clavicembalo, fisarmonica
- Ivan Ciccarelli: percussioni
- Matteo Giudici: chitarra
- Alice Bisanti: viola
- Aurora Bisanti: violino
- Yuriko Mikami: violoncello

Arkè String Quartet:
- Carlo Cantini: violino
- Valentino Corvino: violino
- Sandro Di Paolo: viola
- Stefano Dall'Ora: contrabbasso